# Белов, Григорий Андреевич
Григо́рий Андре́евич Бело́в (12 октября 1901, Сара, Симбирская губерния — 23 июня 1994, Москва) — советский военачальник, в годы Великой Отечественной войны — командир 16-й гвардейской Черниговской кавалерийской дивизии, Герой Советского Союза (15.01.1944). Генерал-лейтенант (3.08.1953).

## Молодость и гражданская война
Родился 12 октября 1901 года в селе Сара (ныне — Сурского района Ульяновской области). Русский. Окончил начальную школу. Рано осиротел. С 13 лет трудился матросом на плавающих по Волге баржах. Член РКП(б) с 1919 года.
В Красной Армии с апреля 1920 года. В августе 1920 года окончил окружные партийно-политические курсы Заволжского военного округа в Самаре и был назначен политруком запасного караульного полка. Участник Гражданской войны с сентября 1920 года, когда был зачислен в 92-й кавалерийский полк 16-й кавалерийской дивизии 2-й Конной армии. В её составе участвовал в Северо-Таврийской и Перекопско-Чонгарской наступательных операциях, а в 1921 году — в борьбе с отрядами Н. И. Махно на Украине и против бандитизма на Северном Кавказе. Воевал политбойцом, политруком эскадрона, секретарём партийного бюро полка.

## Межвоенное время
С декабря 1921 по сентябрь 1927 года служил политбойцом и политруком команды связи, политруком эскадрона, политруком полковой школы и секретарём партийного бюро полка 1-го кавалерийского полка Особой кавалерийской бригады. В начале 1923 года участвовал в безуспешной операции по ликвидации зелёно-повстанческого отряда В. Ф. Рябоконя в районе станиц Гривенская и Новониколаевская. Также во время службы в этой бригаде в 1925 году окончил повторные курсы комиссаров и политруков в Москве, в 1927 году сдал экстерном экзамен за полный курс военной школы в Твери. В 1927 году убыл учиться в академию.
В 1930 году окончил Военно-политическую академию РККА имени Н. Г. Толмачева в Ленинграде. После её окончания с мая 1930 года — военком 9-го кавалерийского полка 2-й кавалерийской дивизии Украинского военного округа (г. Изяславль), с ноября 1931 — командир 8-го кавалерийского полка этой дивизии (г. Староконстантинов). С февраля 1935 — командир-комиссар 62-го кавалерийского полка Особой кавалерийской дивизии имени И. В. Сталина Московского военного округа. С января 1937 года находился в правительственной командировке в Монголии, будучи инструктором в 7-й кавалерийской дивизии Монгольской народно-революционной армии. С февраля 1939 года преподаватель, старший преподаватель, начальник среднего курса Высших Краснознамённых кавалерийских курсов усовершенствования комсостава РККА имени С. М. Будённого (Новочеркасск), с ноября 1940 — старший преподаватель тактики конницы Высшей военной школы штабной службы РККА, с февраля 1941 — преподаватель на кафедрах общей тактики и тактики конницы Военной академии РККА им. М. В. Фрунзе.

## Великая Отечественная война
В начале войны оставался в прежней должности, а в октябре 1941 года был назначен командиром 87-го запасного кавалерийского полка Московского военного округа (Ковров).
В июле 1942 года полковник Г. А. Белов направлен на Брянский фронт заместителем командира 112-й добровольческой Башкирской (с 14 февраля 1943 года — 16-я гвардейская) кавалерийской дивизии 8-го кавалерийского корпуса. Действуя в полосе 3-й армии, дивизия в трудный период Воронежско-Ворошиловградской оборонительной операции удерживала фронт по рубежу реки Олым. Позднее дивизию передавали в оперативную группу войск генерала Н. Е. Чибисова, затем в 38-ю армию.
С октября 1942 года — заместитель командира 8-го кавалерийского корпуса, обеспечил 600-километровый конный марш корпуса с Брянского на Юго-Западный фронт, где в составе 5-й танковой армии корпус успешно участвовал в Среднедонской наступательной операции, в том числе действуя в дальних рейдах по глубокому тылу противника. Там с 1 по 10 декабря полковнику Белову наряду с исполнением своих обязанностей пришлось временно командовать 73-й кавалерийской дивизией после выхода из строя её командира. Ещё сложнее пришлось ему в январе-марте 1943 года, когда в ходе Ворошиловградской операции дивизии корпуса ушли в новый дальний рейд по немецким тылам, а в ходе Харьковской оборонительной операции внезапно оказались за сотни километров от линии фронта без всякой надежды на помощь. В бою 23 февраля 1943 года при обратном прорыве кавалеристов к своим в Ворошиловоградской области погиб командир 16-й гвардейской кавалерийской дивизии гвардии генерал-майор М. М. Шаймуратов, после этого дивизию возглавил гвардии полковник Г. А. Белов. После выхода из окружения он был утверждён в должности командира этой дивизии и командовал ею до завершения войны.
С марта по апрель дивизия держала фронт в составе 3-й гвардейской армии, затем была выведена в резерв Ставки ВГК. После пополнения в сентябре дивизия вместе со всем 7-м гвардейским кавалерийским корпусом прибыла в состав 61-й армии Центрального фронта.
В её рядах командир дивизии гвардии полковник Г. А. Белов особо отличился в битве за Днепр в сентябре 1943 года. На её первом этапе, в Черниговско-Припятской операции, дивизия одну за другой формировала реки Десна и Снов, после чего ушла в новый дальний рейд и свыше 150 километров прошла по немецким тылам в условиях полной автономности. Глубоко охватив с запада город Чернигов, дивизия Г. А. Белова очень способствовала его освобождению в кратчайший срок войсками 13-й и 61-й армий. За эту победу дивизии было присвоено почётное наименование «Черниговская» (21.9.1943). Продолжая без всякой паузы наступление, кавалеристы с ходу форсировали реку Днепр и 26—28 сентября захватили плацдарм на её западном берегу в районе Дымарка, Неданчичи Брагинского района Гомельской области Белорусской ССР. В этой операции к началу октября 1943 года бойцами дивизии уничтожено около 2000 солдат и офицеров противника, 5 танков, 18 артиллерийских орудий, 22 миномёта и много иного вооружения, захвачены 1362 пленных, 7 орудий и другие богатые трофеи. Освобождено 47 населённых пунктов.
За эти успехи 29 октября 1943 года Г. А. Белову присвоено воинское звание «генерал-майор», а также он был представлен к присвоению звания Героя Советского Союза.
Указом Президиума Верховного Совета СССР «О присвоении звания Героя Советского Союза генералам, офицерскому, сержантскому и рядовому составу Красной Армии» от 15 января 1944 года за «образцовое выполнение боевых заданий командования на фронте борьбы с немецкими захватчиками и проявленными при этом отвагу и геройство» гвардии генерал-майору Григорию Андреевичу Белову присвоено звание Героя Советского Союза с вручением ордена Ленина и медали «Золотая Звезда» (№ 3009).
Затем во главе дивизии успешно действовал в Гомельско-Речицкой, Калинковичско-Мозырской, Белорусской (в том числе фронтовые Минская операция и Люблин-Брестская операция), в Висло-Одерской, Восточно-Померанской, Берлинской наступательных операциях. Под его командованием дивизия стала одной из самых многократно награждённых частей в Красной Армии. Кроме звания Черниговской, она была награждена орденом Красного Знамени (15.01.1944 года — за освобождение города Мозырь), орденом Суворова II степени (9.08.1944 года — за овладение городом Люблин), орденом Ленина (19.02.1945 года — за овладение городами Сохачев, Скерневице, Лвич), орденом Кутузова II степени (28.05.1945 года — за овладение городом Бранденбург).
На Параде Победы 24 июня 1945 года на Красной площади в Москве гвардии генерал-майор Белов Г. А. возглавлял сводный дивизион кавалеристов.

## Послевоенная биография
После войны Г. А. Белов продолжил службу в Вооружённых Силах СССР. Он вывел дивизию из Германии в Закавказский военный округ, где к концу 1945 года она была расформирована в городе Нахичевань. В январе 1946 года он поступил в распоряжение командующего кавалерией РККА, в марте был направлен на учёбу, и в 1947 году окончил Высшие академические курсы при Высшей военной академии имени К. Е. Ворошилова. С апреля 1947 года командовал 16-й гвардейский механизированной дивизией в Туркестанском военном округе (Самарканд). С сентября 1949 года — командир 17-го стрелкового корпуса там же. С июля 1954 года являлся старшим военным советником командующего войсками военного округа Народно-освободительной армии Китая. С мая 1958 года служил в Военной академии имени М. В. Фрунзе: заместитель начальника кафедры, начальник кафедры оперативно-тактической подготовки, начальник 1-го факультета. С ноября 1962 года — в отставке.
Жил в Москве. Автор мемуаров. Скончался 23 июня 1994 года. Похоронен в Москве на Востряковском кладбище.

## Награды
- Герой Советского Союза (15.01.1944)
- Три ордена Ленина (15.01.1944, 30.04.1945, 29.05.1945)
- Четыре ордена Красного Знамени (23.03.1943, 6.08.1944, 3.11.1944, 15.11.1950)
- Орден Суворова 2-й степени (6.04.1945)
- Орден Отечественной войны 1-й степени (11.03.1985)
- Орден Красной Звезды (28.10.1967)
- Орден «Знак Почёта» (14.05.1936)
- Медали[6],
- Орден «Virtuti Militari» 5-го класса (Польша)
- Медаль «За Одру, Нису и Балтику» (Польша)
- Медаль «За Варшаву 1939—1945» (Польша)
- Медаль «Китайско-советская дружба» (КНР)
- Звание «Почётный гражданин города Бранденбург» (ГДР)

## Сочинения
- Белов Г. А. Путь мужества и славы. — Уфа, 1985. — 3-е изд.

## Память
- Имя Г. А. Белова высечено золотыми буквами на мемориальных досках 112-й Башкирской (16-й гвардейской Черниговской) кавалерийской дивизии, установленных в Национальном музее Республики Башкортостан (Уфа, улица Советская, 14) и в Музее 112-й (16-й гвардейской) Башкирской кавалерийской дивизии.
- В селе Сара Ульяновской области одна из улиц носит имя генерала Г. А. Белова.
- В Сурском районном историко-краеведческом музее есть стенд, посвящённый Герою Советского Союза генерал-лейтенанту Г. А. Белову.
- У Обелиска «30 лет Победы» в Ульяновске есть мемориальная доска с именем Героя.

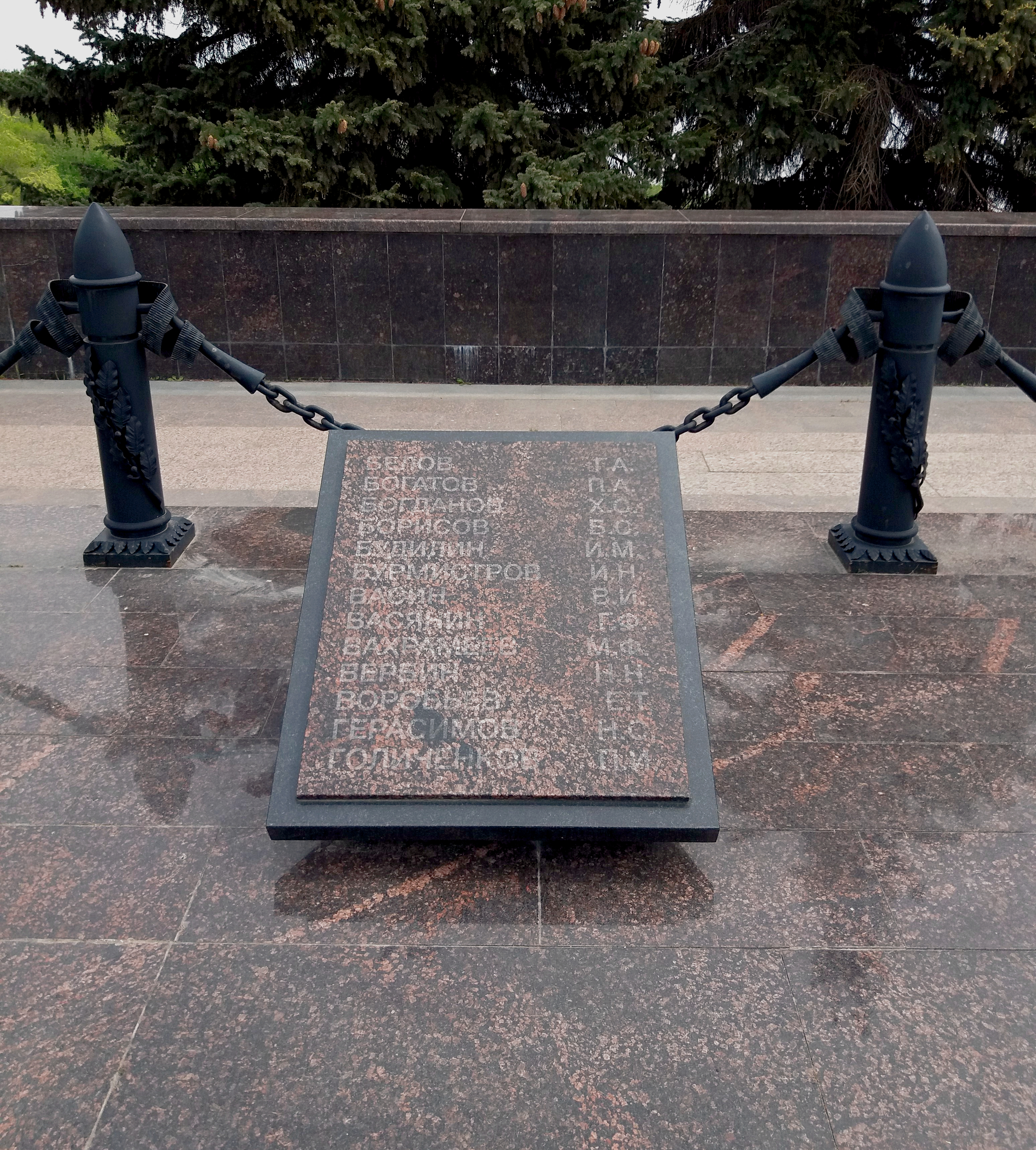
Мемориальная доска с именем Героя.